# バタフライ

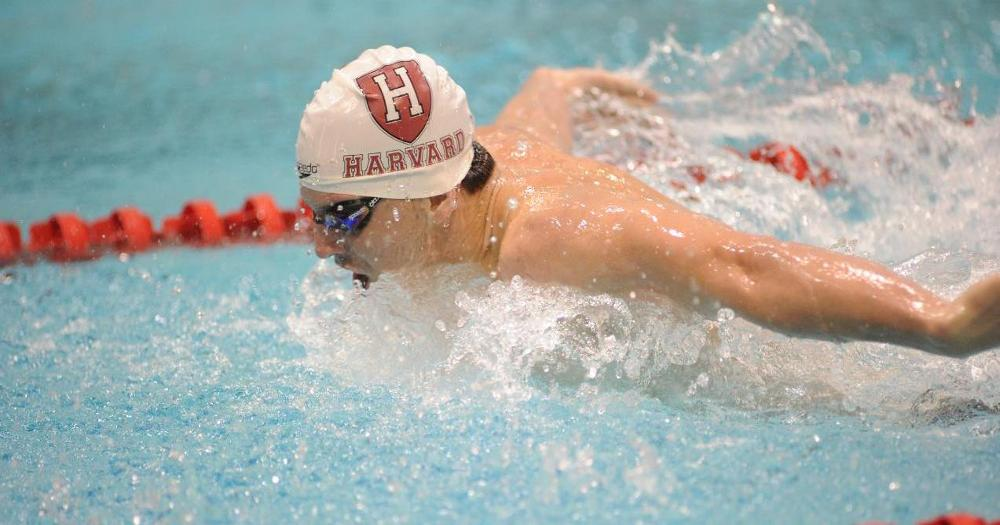
バタフライ

バタフライ（Butterfly）は、競泳の泳ぎ方の一つで、両腕を同時に前後に動かし、両脚は同時に上下に動かして泳ぐ。腕・脚ともに、交互に動かしてはならない。
日本では水泳選手を中心に「バッタ」や「バタ」などという略称が用いられている。

## 泳法

### 速度と人間工学的知見
バタフライはクロールに次ぐスピード泳法である。トップスイマーのスピードは約1.98 m/sであり、背泳ぎの1.84 m/sや平泳ぎの1.67 m/sよりも速い。バタフライのストローク中では、プッシュとプルのときには、クロールよりも速いが、リカバリー時がクロールよりも遅くなる。バタフライはフォームに敏感な泳法であり、タイミングの悪いフォームでは、速く泳ぐことはできない。それどころか、腕と上体が上がらなくなり息継ぎしにくくなったり、ひどい場合にはほとんど前進することができなくなる。これが多くの人からバタフライは難しい、あるいは正しいフォームを身に着けるのに時間がかかると敬遠されている所以である。

### ドルフィンキック
両足を揃えた状態で同時に上下させて足の甲の部分を使って水をけることをドルフィンキックという。ドルフィンキックはバタフライだけでなくクロールのスタートやターンにも用いられる。

## 歴史
バタフライは平泳ぎから発展した。当初、平泳ぎの泳法規定は「うつぶせで、左右の手足の動きが対称的な泳法」と定められていた。そこで1928年のアムステルダムオリンピック開催時に、ドイツのエーリッヒ・ラーデマッハーが、現在のバタフライに似た手の掻きと平泳ぎの足の掻きを組み合わせた泳法で平泳ぎ競技に出場し（結果は日本の鶴田義行に次ぐ銀メダル）、その後1936年のベルリンオリンピックで数名の選手がこの泳法により好成績を収めると、1952年のヘルシンキオリンピックでは平泳ぎにおいて、ほとんどの選手がバタフライの手の掻きを用いるようになった。そこで国際水泳連盟（現世界水泳連盟）は、1956年のメルボルンオリンピックから、独立した種目として扱うようになったが、この時ある選手が膝を痛めて平泳ぎの足の掻きが出来なくなり、両足を上下に動かす現在の足の動き（ドルフィンキック）を考案した。ちなみに、考案者は日本人の長沢二郎だと言われている。1995年頃から青山綾里が100mのスタートから30m以上潜行する泳法で記録を塗り替え始めると潜水は15ｍまでという規定が出来る。

## ルール
審判長の笛の合図の後、スタート台に上がり、出発合図員の「Take your marks...」で構えたあとは、号砲まで静止しなければならない。号砲後飛び込み、泳ぐ。号砲前に動作を起こした場合、失格となる。 号砲後飛び込み、プールの壁（端）まで自分のレーン以外のところに行ったり、コースロープに触れたり、プールの底に立ったり歩いたり蹴ったりしてはならない。スタート後及びターン後の壁から15メートルまでを除き、競技中は体の一部が水面上に出ていなければならない。スタート及び折り返し後、最初の腕のかき始めから体はうつ伏せでなければならない。折り返し動作中はうつ伏せ状態でなくてもよいが足が壁から離れたときにはうつ伏せ状態でなければならない。両手両脚は交互に動かしてはならない。平泳ぎのキックをしてはならない。手のリカバリーは必ず水面上で行わなければならない。ターンおよびゴールのタッチは両手同時に、かつ離れた状態で行わなければならない。

## 歴代日本人金メダリスト

### 女子
- 青木まゆみ 100m（1972年ミュンヘン)

## 主なバタフライの選手

### 男子
アメリカ合衆国
- イアン・クロッカー
- マイケル・フェルプス
- ケーレブ・ドレッセル

 西ドイツ
- ミヒャエル・グロス

 オーストラリア
- マイケル・クリム

 南アフリカ共和国
- チャド・ルクロス

 日本
- 山本貴司
- 河本耕平
- 岸田真幸
- 松田丈志
- 瀬戸大也

### 女子
アメリカ合衆国
- メアリー・マーハー
- ジェニー・トンプソン

 オーストラリア
- スーザン・オニール
- ジェシカ・シッパー

 オランダ
- インヘ・デブルーイン

 ポーランド
- オティリア・イェジェイチャク

 スウェーデン
- サラ・ショーストレム

 スペイン
- ミレイア・ベルモンテ

 中国
- 劉子歌

 日本
- 青山綾里
- 中西悠子
- 星奈津美
- 長谷川涼香
- 池江璃花子

## 記録

### 世界記録
長水路
| 種目     | 記録      | 選手                     | 国籍           | 樹立日         | 大会               | 場所               |
| -------- | --------- | ------------------------ | -------------- | -------------- | ------------------ | ------------------ |
| 男子50m  | 22秒27    | アンドリー・ゴボロフ     | ウクライナ     | 2018年7月1日   | セッテ・コッリ杯   | ローマ             |
| 男子100m | 49秒50    | ケーレブ・ドレッセル     | アメリカ合衆国 | 2019年7月26日  | 世界水泳選手権     | 光州               |
| 男子200m | 1分50秒73 | クリストフ・ミラーク     | ハンガリー     | 2019年7月24日  | 世界水泳選手権     | 光州               |
|          |           |                          |                |                |                    |                    |
| 女子50m  | 24秒43    | サラ・ショーストロム     | スウェーデン   | 2014年7月5日   | スウェーデン選手権 | ボロース           |
| 女子100m | 55秒18    | グレッチェン・ウォルシュ | アメリカ合衆国 | 2024年6月15日  | 全米代表選考会     | インディアナポリス |
| 女子200m | 2分01秒81 | 劉子歌                   | 中国           | 2009年10月21日 | 中国全国運動会     | 済南               |

短水路
| 種目     | 記録      | 選手                   | 国籍             | 樹立日         | 大会                        | 場所         |
| -------- | --------- | ---------------------- | ---------------- | -------------- | --------------------------- | ------------ |
| 男子50m  | 21秒75    | ニコラス・サントス     | ブラジル         | 2018年10月6日  | 2018 FINA競泳ワールドカップ | ブダペスト   |
| 男子100m | 48秒08    | チャド・ルクロス       | 南アフリカ共和国 | 2016年12月8日  | 世界短水路選手権            | ウィンザー   |
| 男子200m | 1分48秒24 | 瀬戸大也               | 日本             | 2018年12月11日 | 2018年世界短水路選手権      | 杭州         |
|          |           |                        |                  |                |                             |              |
| 女子50m  | 24秒38    | テレース・アルシャマー | スウェーデン     | 2009年11月22日 | 2009 FINA競泳ワールドカップ | シンガポール |
| 女子100m | 54秒61    | サラ・ショーストレム   | スウェーデン     | 2014年11月7日  | 世界短水路選手権            | ドーハ       |
| 女子200m | 1分59秒61 | ミレイア・ベルモンテ   | スペイン         | 2014年11月3日  | 世界短水路選手権            | ドーハ       |

### 日本記録
長水路
| 種目     | 記録      | 選手       | 所属           | 樹立日        | 大会                         | 場所                               | 備考       |
| -------- | --------- | ---------- | -------------- | ------------- | ---------------------------- | ---------------------------------- | ---------- |
| 男子50m  | 23秒27    | 井田憲吾   | 自衛隊         | 2019年4月2日  | 第95回日本選手権水泳競技大会 | 東京辰巳国際水泳場                 |            |
| 男子100m | 51秒00    | 河本耕平   | 新潟           | 2009年9月11日 | 第64回国民体育大会           | ダイエープロビスフェニックスプール |            |
| 男子200m | 1分52秒53 | 瀬戸大也   | ANA            | 2020年1月18日 | 競泳チャンピオンズシリーズ   | 北京                               | アジア記録 |
|          |           |            |                |               |                              |                                    |            |
| 女子50m  | 25秒11    | 池江璃花子 | ルネサンス亀戸 | 2018年6月10日 | ヨーロッパGPカネ大会         | カネ＝タン＝ルシヨン               | アジア記録 |
| 女子100m | 56秒08    | 池江璃花子 | ルネサンス亀戸 | 2018年8月11日 | パンパシフィック水泳選手権   | 東京辰巳国際水泳場                 |            |
| 女子200m | 2分04秒69 | 星奈津美   | スウィン大教   | 2012年4月5日  | 第88回日本選手権水泳競技大会 | 東京辰巳国際水泳場                 |            |

短水路
| 種目     | 記録      | 選手       | 所属           | 樹立日         | 大会                                     | 場所               | 備考       |
| -------- | --------- | ---------- | -------------- | -------------- | ---------------------------------------- | ------------------ | ---------- |
| 男子50m  | 22秒49    | 岸田真幸   | キングソフト   | 2009年12月20日 | 東京都北部ブロッククラブ対抗水泳競技大会 | 東京辰巳国際水泳場 | アジア記録 |
| 男子50m  | 22秒49    | 川本武史   | TOYOTA         | 2018年10月27日 | 世界短水路代表選手選考会                 | 東京辰巳国際水泳場 | アジア記録 |
| 男子100m | 49秒60    | 川本武史   | TOYOTA         | 2018年10月28日 | 世界短水路代表選手選考会                 | 東京辰巳国際水泳場 | アジア記録 |
| 男子200m | 1分48秒24 | 瀬戸大也   | 日本           | 2018年12月11日 | 2018年世界短水路選手権                   | 杭州               | 世界記録   |
|          |           |            |                |                |                                          |                    |            |
| 女子50m  | 24秒71    | 池江璃花子 | ルネサンス亀戸 | 2018年1月13日  | 東京都新春水泳競技大会                   | 東京辰巳国際水泳場 | アジア記録 |
| 女子100m | 55秒31    | 池江璃花子 | ルネサンス亀戸 | 2018年11月11日 | ワールドカップ東京大会                   | 東京辰巳国際水泳場 |            |
| 女子200m | 2分02秒96 | 長谷川涼香 | 東京ドーム     | 2017年1月14日  | 東京都新春水泳競技大会                   | 東京辰巳国際水泳場 |            |